# Église Saint-Thomas de Prague
Pour les articles homonymes, voir Église Saint-Thomas.
L'église Saint-Thomas (en tchèque : Kostel svatého Tomáše) est une église augustinienne située à Malá Strana, à Prague, en République tchèque. L'église a été reconstruite dans les années 1720 en style baroque. Elle présente un dôme au sommet de la nef et un clocher coiffé d'une flèche élancée. 
L'église est facilement reconnaissable dans le paysage de Prague. L'église Saint-Thomas se trouve à proximité de l'église Saint-Nicolas et du château de Prague.

## Références

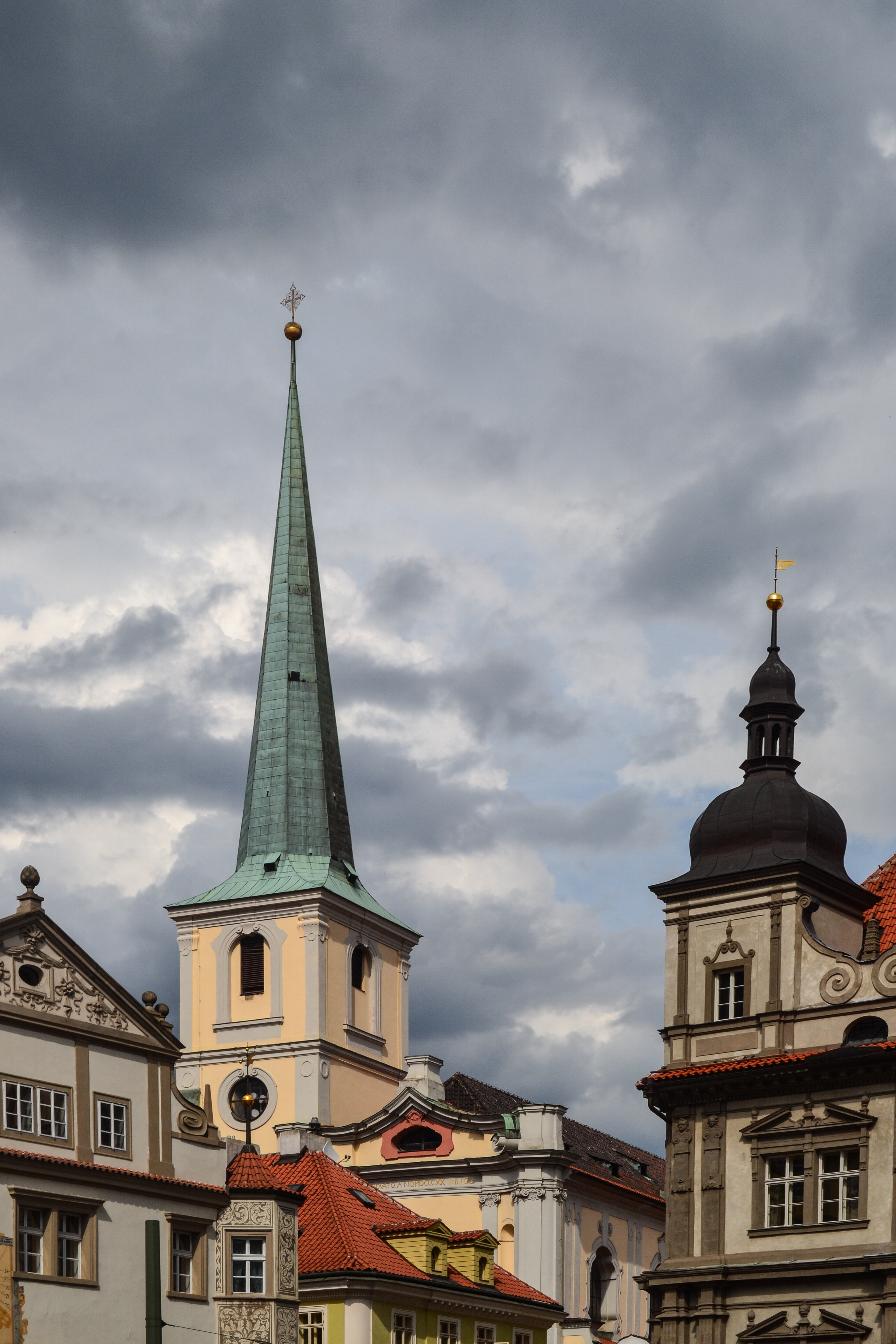
Le clocher de l'église Saint-Thomas de Prague.